# Langstrasse
Langstrasse (o Langstrassenquartier) è un quartiere che si estende all'interno del distretto (Kreis) 4 della città di Zurigo (Aussersihl). Prende il suo nome dalla Langstrasse, strada che attraversa latitudinalmente il suo territorio. 
In senso lato Langstrasse designa l'area che si estende nelle adiacenze della Langstrasse e della Limmatplatz (sebbene questa sia situata nel quartiere Gewerbeschule).
Il quartiere è caratterizzato da un'elevata percentuale di residenti stranieri (pari nel 2007 al 40.9% dei residenti), la seconda più alta tra i quartieri di Zurigo. 
In passato l'area era abitata, come il resto dell'Aussersihl, prevalentemente da famiglie operaie. Era pertanto spesso il fulcro di manifestazioni e scioperi, che si svolgevano nella Langstrasse e nella vicina Helvetiaplatz.
Il patrimonio edilizio del quartiere comprende il palazzo Sihlpost (costruito tra il 1927 ed il 1929), caratterizzato dallo stile architettonico della Nuova oggettività; la Militär-Kaserne (caserma e armeria della polizia, costruite tra il 1873 ed il 1875) e la Volkshaus (Casa del Popolo) in Helvetiaplatz, aperta nel 1910, oggi sede di eventi culturali. 
A partire dagli anni 1970 l'area ha progressivamente perso la sua natura originaria di quartiere operaio, con l'apertura di bar, ristoranti e case di tolleranza e l'emergere di problemi sociali associati allo spaccio di stupefacenti. Per alleviare le problematiche connesse a tali fenomeni la città di Zurigo ha implementato nei primi anni 2000 un programma decennale, denominato Langstrasse PLUS che ha prodotto notevoli miglioramenti nella sicurezza pubblica e nella qualità della vita nel quartiere.
Il quartiere è stato interessato da progetti di sviluppo e riqualificazione, come ad esempio quello dell'Europaallee, che ha interessato l'area compresa tra Langstrasse e la Stazione di Zurigo Centrale.

## Galleria d'immagini

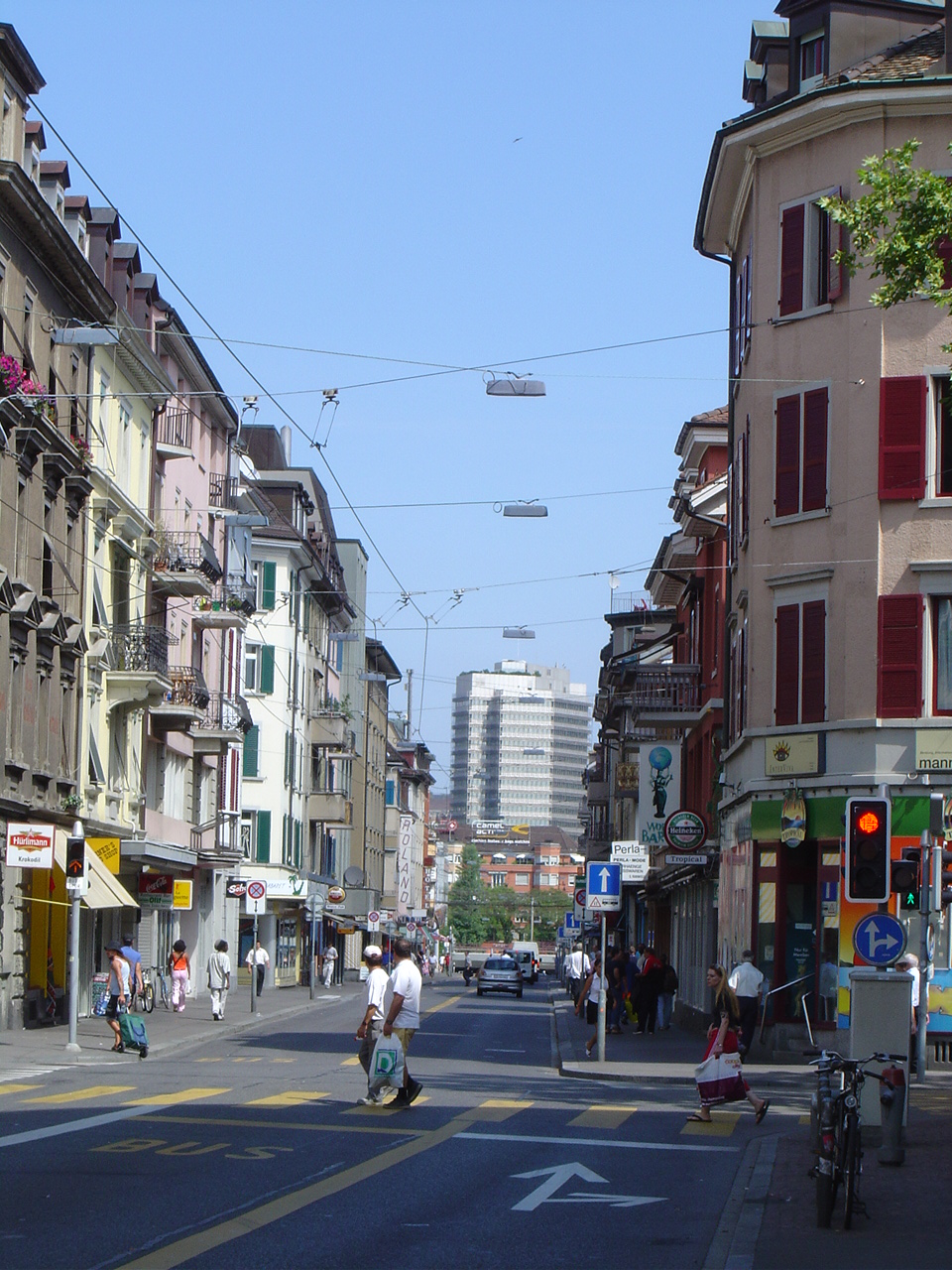
Vista della Langstrasse in direzione nord. La Migros-Hochhaus è visibile sullo sfondo.
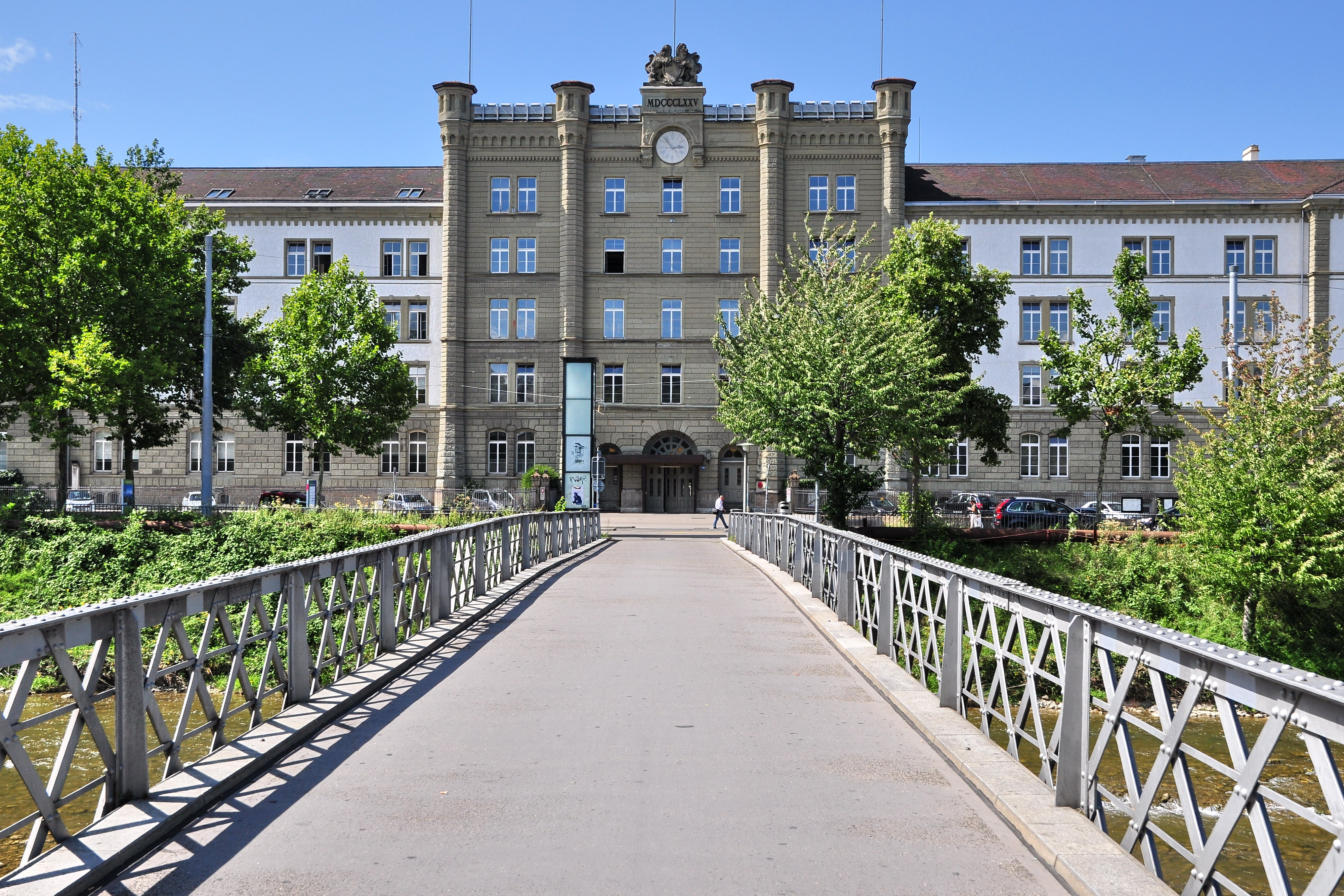
La Militär-Kaserne, Kasernenstrasse 49, vista dal Militärbrücke sulla Sihl.
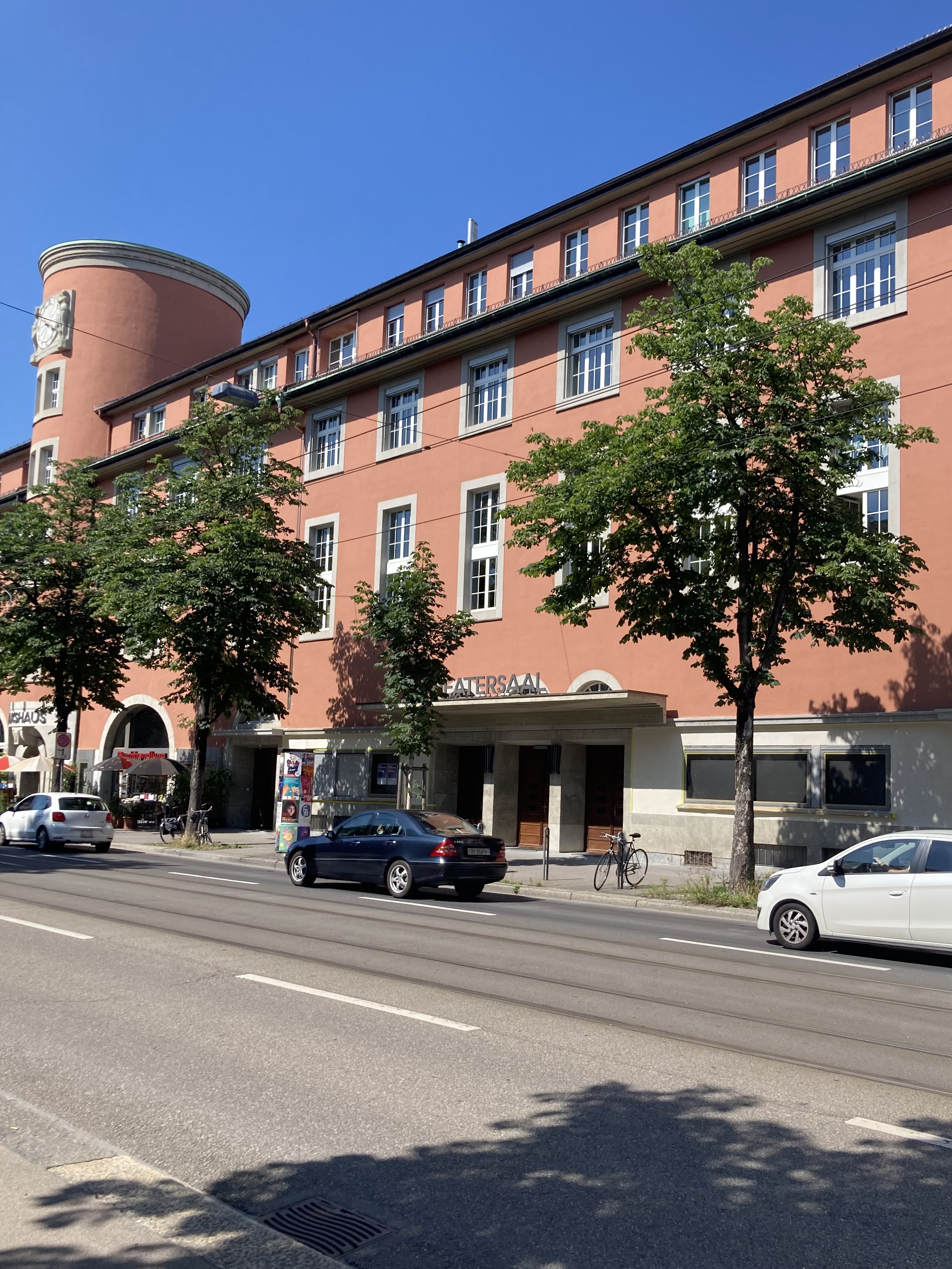
Volkshaus, lato Stauffacherstrasse.
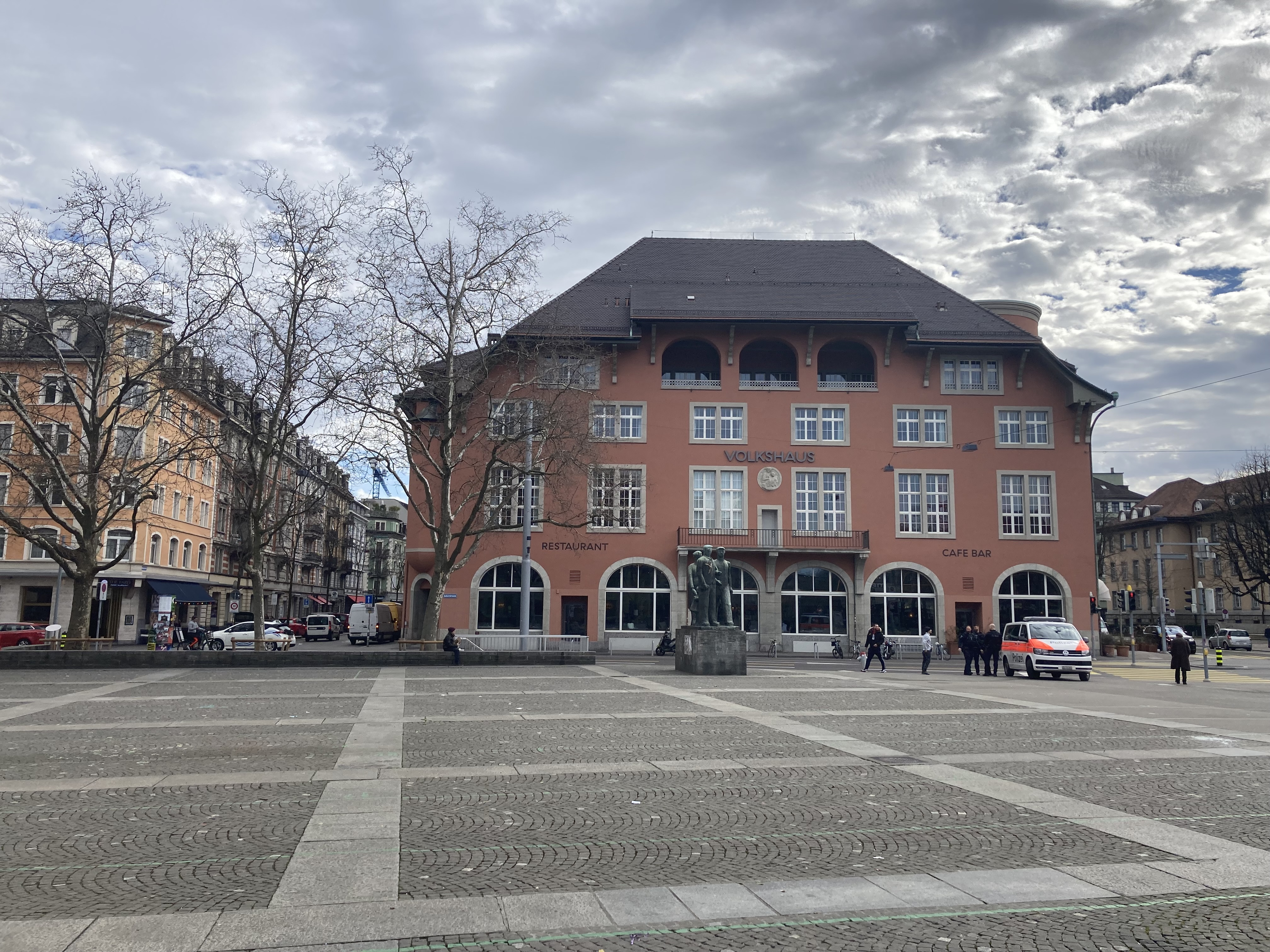
Volkshaus, lato Helvetiaplatz.
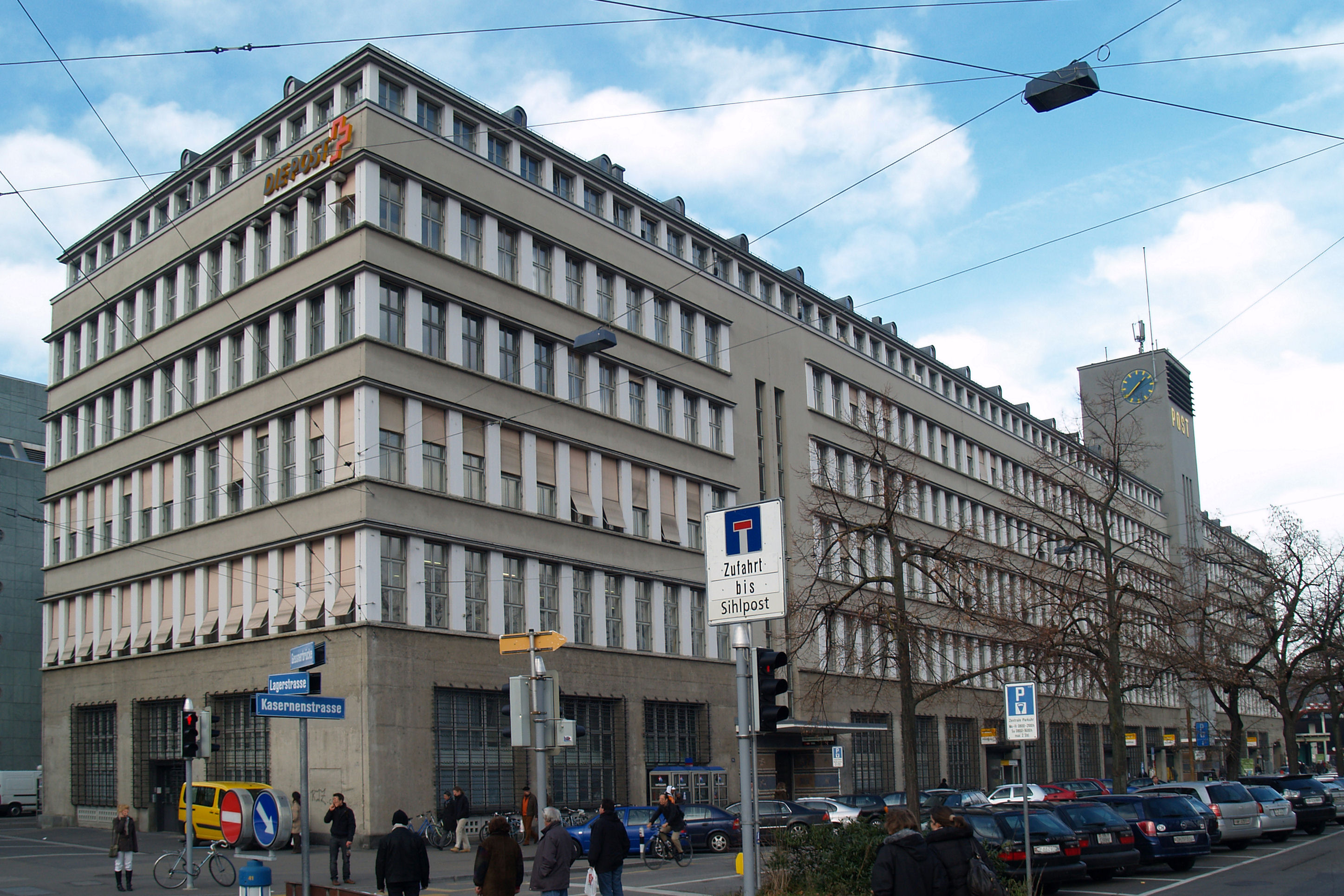
Sihlpost, Kasernenstrasse 95-99.
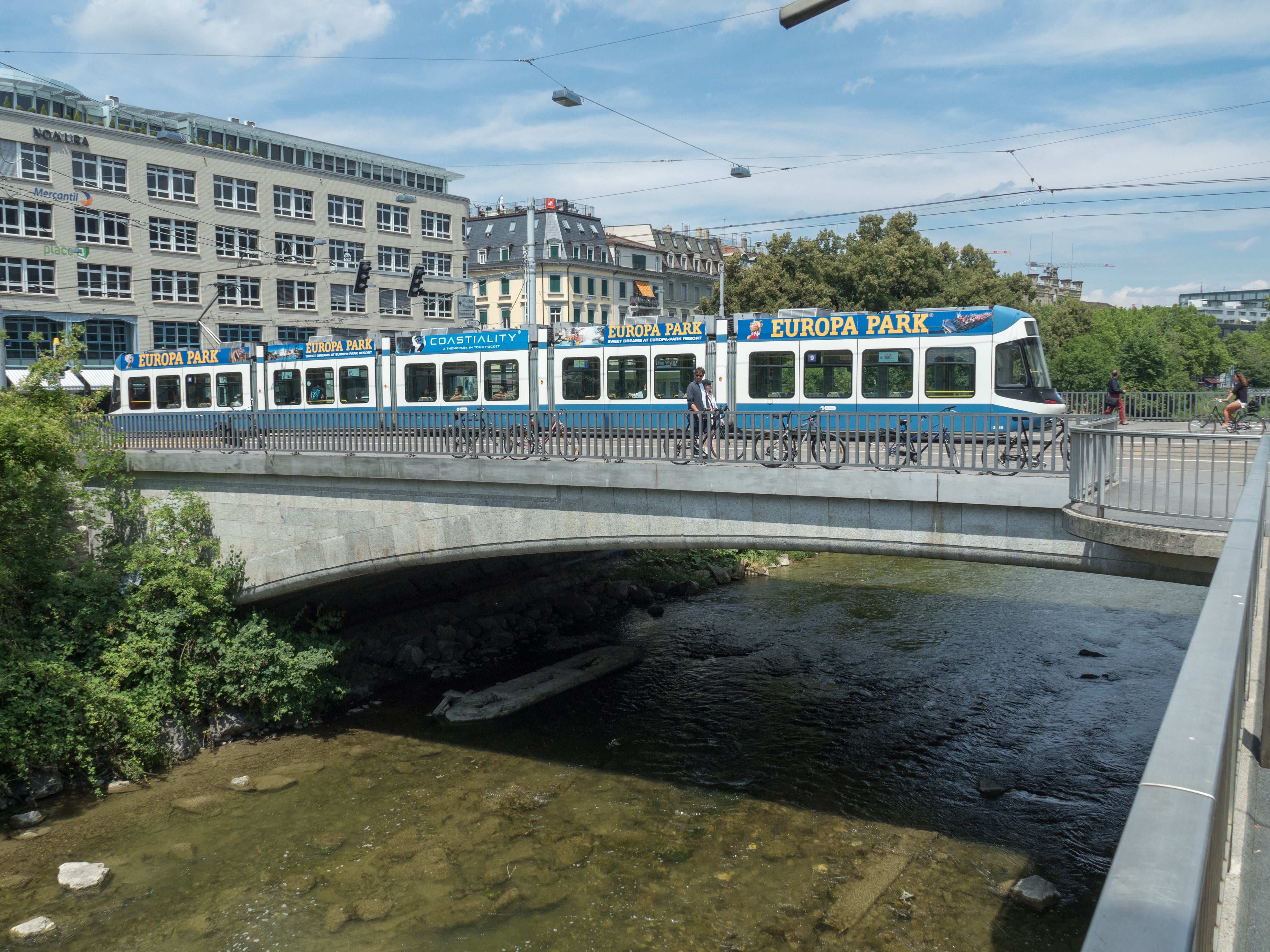
Il Sihlbrücke, uno dei ponti che collegano il quartiere Langstrasse al quartiere City, parte dell'Altstadt.
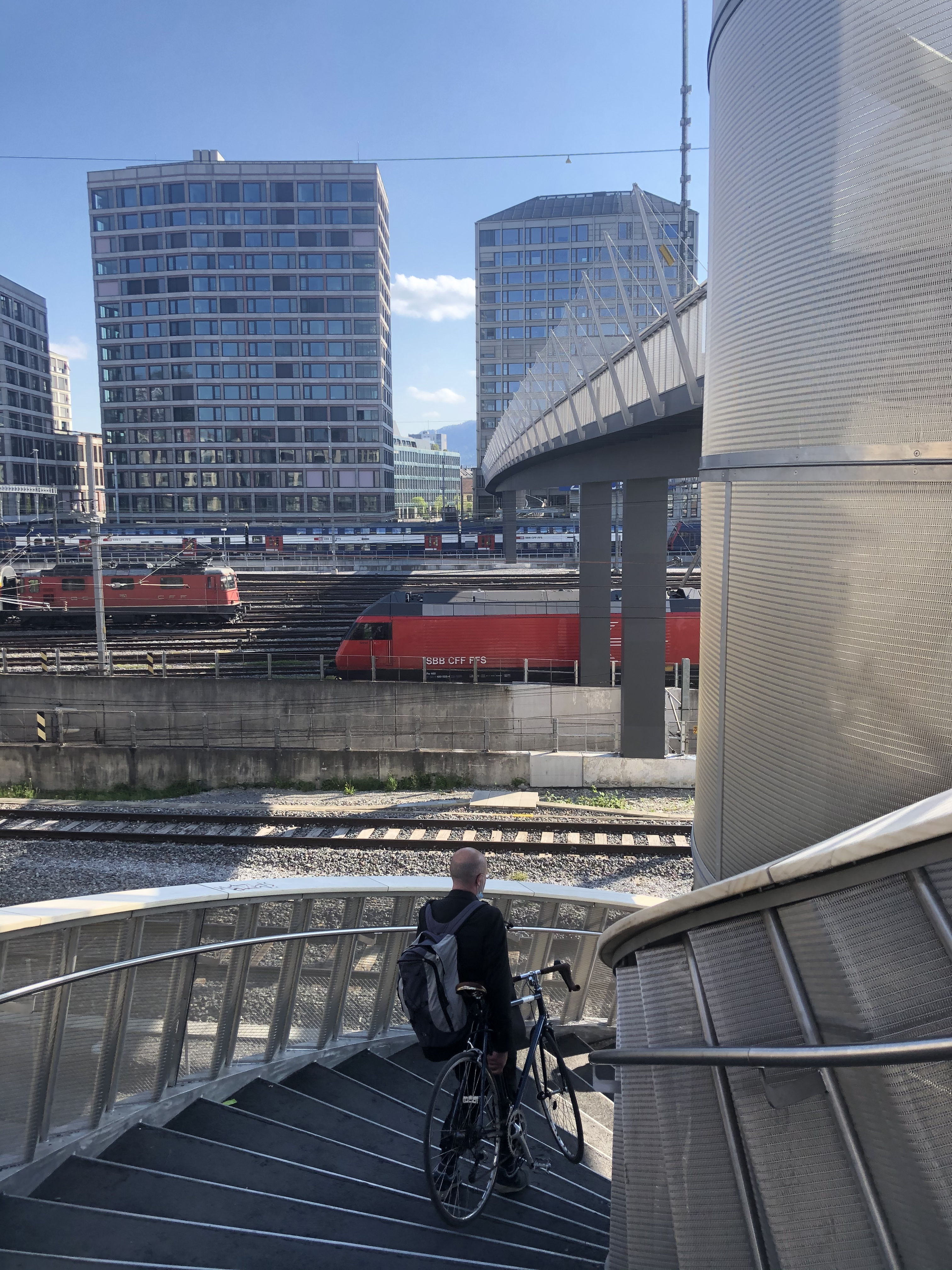
L'area di Europaallee vista dal ponte pedonale Negrellisteg.
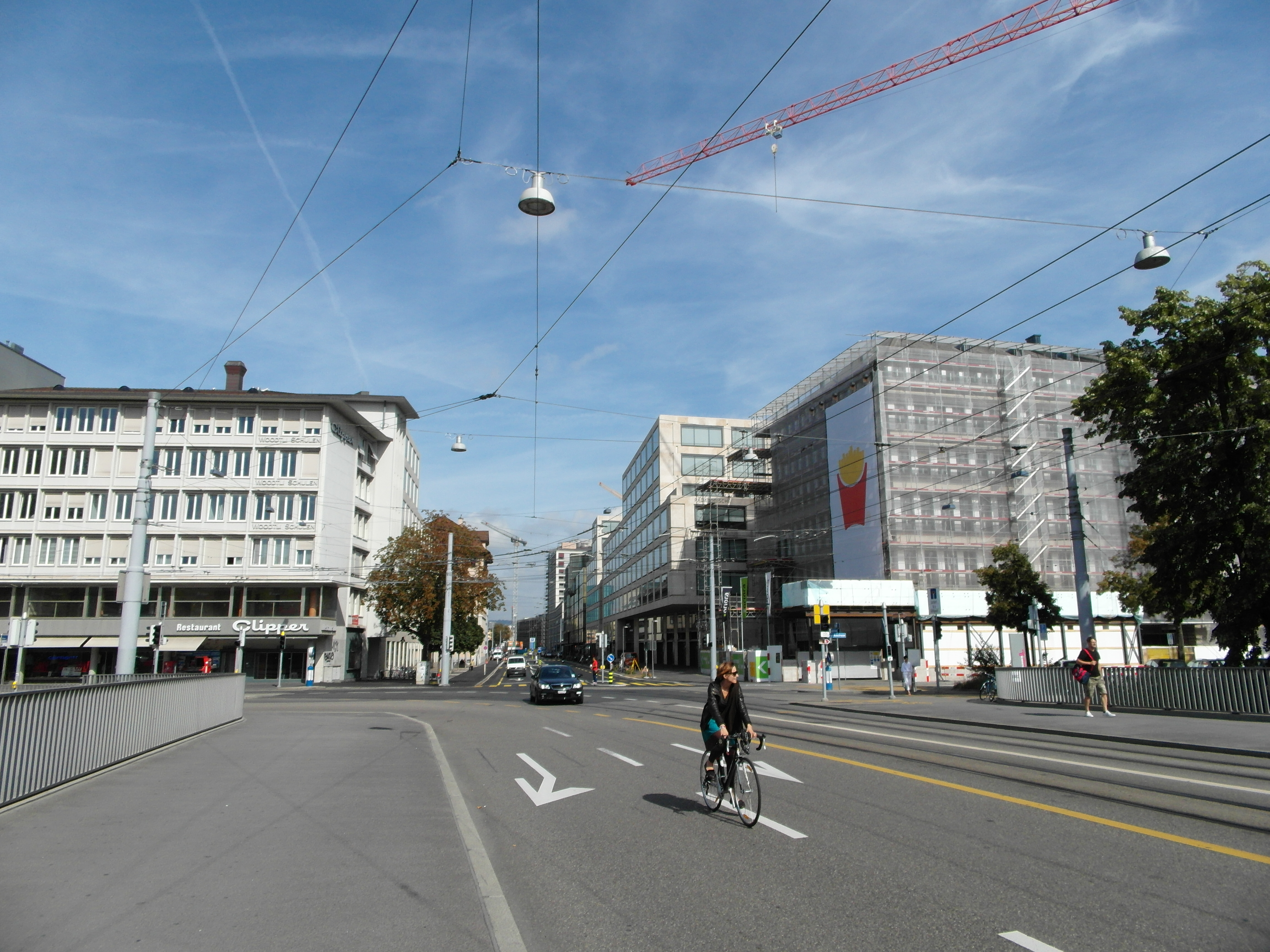
Il Gessnerbrücke, che collega il quartiere Langstrasse all'Altstadt.
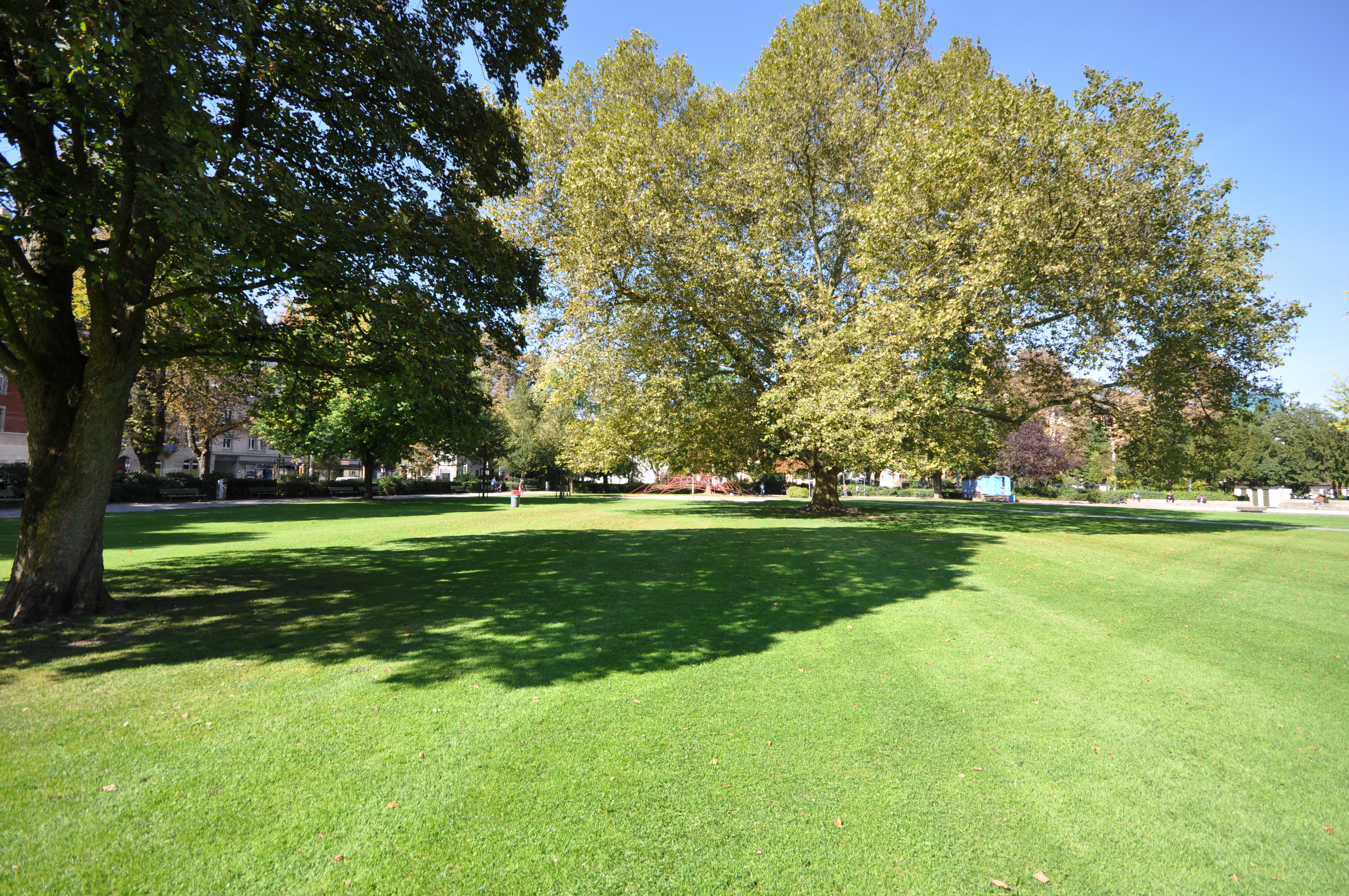
Il Bäckeranlage, parco urbano delimitato da Stauffacher-, Feld- e Hohlstrasse.
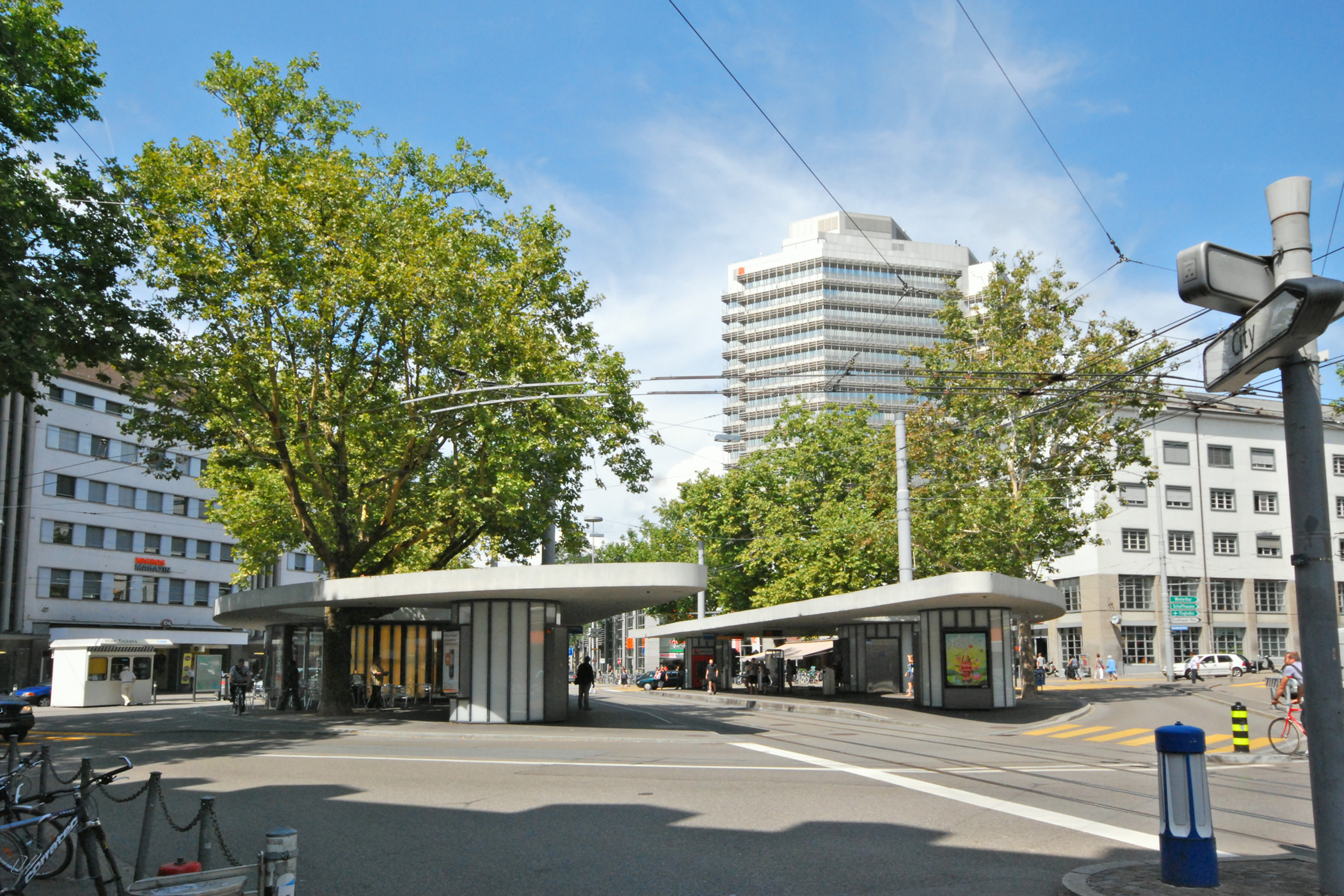
La Limmatplatz, posta all'estremità settentrionale della Langstrasse nel quartiere Gewerbeschule.